# 1814 au Nouveau-Brunswick
Chronologie du Nouveau-Brunswick
- 1810
- 1811
- 1812
- 1813
- 1814
- 1815
- 1816
- 1817
- 1818

Cette page concerne des événements survenus en 1814 dans la colonie du Nouveau-Brunswick.

## Naissances
- 3 mai : John Hamilton Gray, premier ministre du Nouveau-Brunswick.
- 14 mai : John Henry Thomas Manners-Sutton, lieutenant-gouverneur du Nouveau-Brunswick.
- 20 mai : William Henry Steeves, député, sénateur et Père de la confédération.